# Exocentrus alboseriatipennis
Exocentrus alboseriatipennis är en skalbaggsart som beskrevs av Stefan von Breuning 1960. Exocentrus alboseriatipennis ingår i släktet Exocentrus och familjen långhorningar. Inga underarter finns listade i Catalogue of Life.